# Ристо Јовичић Стојанчевић
Ристо Јовичић Стојанчевић (Брвник, 24. децембар 1814 - 22. фебруар 1883), упамћен као Чика Ристо, био је српски обор-кнез, трговац и народни трибун.

## Биографија
Родио се у селу Брвнику, као син Бијељинсог оборкнеза Стојана и Видосаве Јовичић. Школу је похађао у Градачцу, а учитељ му је био Јово Дацкало. Ова школа ће бити уништена у Босанском устанку под вођством Хусеин-капетана Градашчевића. Ристо је био аргат на турским имањима и на тај начин прехрањивао себе и породицу, док му је отац био у рату. Након неког времена Ристо ће почети да се бави трговином, преселио се у Модрич где је успео да стекне и нешто земље, коју су Турци нешто касније конфисковали.
Ристо је био један од Срба који су заступали српске интересе на бечком двору. Наиме, Фледмајер, аустријски пуковник, позвао га је 1857. године да дође у Винковце, знајући да он добро познаје ситуацију и расположење Срба у Босни. Депутација је отишла у Беч, где је пред царским заступницима изнела у каквим условима живи српски народ под Турцима, који се у то време одлучивао на побуну. За депутацију је чуо и сам Вук Стефановић Караџић који је желео да Ристу упозна са Кнезом Михаилом. Како је због ове депутације много Срба у Босни прешло на страну Аустрије, Турци су почели затварати виђеније људе и злостављати народ. Све је то проузроковало побуну под вођством проте Стеве Аврамовића и Петра Пеције Петровића. Многи су после ове побуне побегли у Србију од турских власти, међу њима је био и Ристо, који је захваљујући Вуку Караџићу успео да се настани у Бањи Ковиљачи, где је остао све до 1862. године.
По повратку у Босну пао је у турско заробљеништво, где је по налогу Омер-паше одведен у мостарску тамницу, кулу на Неретви. Аустријски конзул се залагао за његово ослобођење и да казну служи у затвору, међутим Бан Шокчевић му је затворску казну заменио полицијским надзором код куће.
Након свих ових догађаја Ристово имање било је уништено, те је са женом и сином Миланом правио опеку и постепено успевао да поправи свој иметак.
Када је 1875. почињао нови устанак, тзв. Невесињска пушка, Ристо је скупљао добровољце, предводио чете и финансијску помагао устанак. За храбро ратовање био је одликован Сребрном медаљом за храброст и Таковским Крстом. По завршетку рата био је постављен од српске владе за председника Комисије за потпору босанске сирочади у Шапцу.